# Hany Ramzy
Hany Ramzy   (El Caire, 10 de març de 1969) fou un futbolista egipci de la dècada de 1990.
Fou internacional amb la selecció d'Egipte amb la qual participà en la Copa del Món de futbol de 1990.
Pel que fa a clubs, destacà a Al Ahly, Neuchâtel Xamax, SV Werder Bremen i 1. FC Kaiserslautern.
Trajectòria com a entrenador:
- 2005–2008 ENPPI (assistent)
- 2007 ENPPI
- 2008–2009 Egipte U-20 (assistent)
- 2009–2010 Egipte U-20
- 2010–2012 Egipte U-23
- 2011  Egipte (temporal)
- 2012–2013 Lierse
- 2013–2014 Wadi Degla
- 2015 ENPPI
- 2016–2017 Dubai
- 2018  Egipte (assistent)